# Sulindac
Sulindac là một thuốc chống viêm non-steroid thuộc nhóm arylalkanoic acid, được bán tại Anh Quốc và Hoa Kỳ bởi công ty Merck với tên dược phẩm Clinoril.

## Đặc điểm dược lý
Sulindac là một tiền chất, bản thân nó không có hoạt tính, khi vào cơ thể được chuyển thành dẫn chất sulfat có hoạt tính sinh học mạnh, ức chế cyclo-oxygenase mạnh hơn sulindac 500 lần. Về cấu trúc hóa học, sulindac là indometacin được thay methocy bằng fluor và thay clo bằng gốc methylsulfinyl. Trong thực nghiệm, tác dụng dược lý của sulindac bằng 1/2 indometacin, thực tế lâm sàng tác dụng chống viêm và giảm đau của sulindac tương tự như aspirin. Mức độ độc tính kém indometacin.
Chế phẩm: viên nén 100 mg
Liều dùng: 2-4 viên/ngày